# Brahu
Brahu, właściwie Bartłomiej Wawrzyniak (ur. 20 maja 1980 w Gdańsku) – polski raper i producent muzyczny pochodzący z Gdańskiego Przymorza.

## Działalność artystyczna
Jest obecny w polskim hip-hopie od 1996 roku, kiedy to zrobił pierwszy bit. W 1997 roku założył grupę raperską Rapsod. W 1999 roku, razem z tym składem, nagrał nielegal pt. „Los melinos”, był to wówczas jeden z głośniejszych nielegali w trójmiejskim podziemiu. Współpracował głównie z ludźmi z trójmiejskiego podziemia m.in. Deluks, Ice Man, Calvo, Tuk, Riposta, Eli, dj Pmt, Tomaszyna, Pliq, RDW.
Brahu w 2007 roku nakładem Vabank Records wydał solową płytę pt. Wchodzę do gry, na której wystąpili gościnnie Peja, RDW, Kear. Nagrał również trzy teledyski zatytułowane Mój rap (w którym zaznaczył swoje przywiązanie do Gdańska), „Miejska giełda”, na którym gościnnie wystąpili Peja i RDW (single z solowej płyty) oraz remiks z hitu Sokoła i Pona „Uderz w puchara”.
W 2008 roku z zespołem DwaZera wydał mixtape Browar się leje kwiaty się palą. 28 marca 2011 roku miała miejsce premiera drugiego solowego krążka pt. „Chaos”. Album wydany został nakładem Prosto Label. Płytę promują cztery teledyski do utworów: „Szybkie życie”, „Mimo wszystko” gościnnie: VNM, „Jedno niebo” gościnnie: ZIP Skład oraz „Kolejny dzień, kolejny problem”.

## Dyskografia
Albumy
| Wchodzę do gry                                 | - Data: 10 marca 2007 - Wydawca: Vabank Records | —  |
| Browar się leje kwiaty się palą (oraz DwaZera) | - Data: 10 listopada 2008 - Wydawca: brak       | —  |
| Chaos                                          | - Data: 28 marca 2011 - Wydawca: Prosto         | 46 |
| „—” album nie był notowany.                    |                                                 |    |

Inne
| Album                                          | Rok  | Uwagi                                                                                 | Źródło |
| ---------------------------------------------- | ---- | ------------------------------------------------------------------------------------- | ------ |
| Instynkt – Kto ma ten przetrwa                 | 2007 | produkcja utworu „Zagrajmy”                                                           | [ 5 ]  |
| Rychu Peja SoLUfka – Styl życia G’N.O.J.A.     | 2008 | produkcja utworów „Bragga” i „Ja pierdolę” oraz gościnnie rap w utworze „Ja pierdolę” | [ 6 ]  |
| DwaZera & Kontrabanda – Wypłacane Mixtejp      | 2009 | gościnnie rap w utworze „GDA”                                                         | [ 7 ]  |
| PDS – Poczuj odmianę                           | 2009 | gościnnie rap w utworze „Napij się”                                                   | [ 8 ]  |
| Rychu Peja SoLUfka – Na serio                  | 2009 | gościnnie rap w utworze „Mamy ten flow”                                               | [ 9 ]  |
| Fu – Retrospekcje                              | 2009 | gościnnie rap w utworze „To mój atut”                                                 | [ 10 ] |
| Buczer – Podejrzany o rap: mixtape Vol.2       | 2010 | gościnnie rap w utworze „Robie hip-hop”                                               | [ 11 ] |
| Kaczor – Przyjaźń, duma, godność               | 2010 | produkcja utworów „Przyjaźń duma godność” i „Ulice miast”                             | [ 12 ] |
| Prosto Mixtape 600V (kompilacja)               | 2010 | rap w utworach „Prosto stąd” i „I żeby było normalnie”                                | [ 13 ] |
| MVP – Żyję tu gdzie melanż                     | 2010 | gościnnie rap w utworze „Niczego bym nie zmienił (Remix)”                             | [ 14 ] |
| Shellerini – Gościnnie... Shellerini           | 2010 | gościnnie rap w utworze „Mamy ten flow”                                               | [ 15 ] |
| Fu & DJ Element – Projekt 30 Mixtape           | 2010 | gościnnie rap w utworze „Blizny wegetacji”                                            | [ 16 ] |
| Paluch – Bezgranicznie oddany                  | 2010 | gościnnie rap w utworze „Nie ma sensu”                                                | [ 17 ] |
| Musi – Przez hip-hop do serca                  | 2010 | gościnnie rap w utworze „RETROspekcje”                                                | [ 18 ] |
| DwaZera – Płyta z czarnych płyt                | 2011 | gościnnie rap w utworze „Czas nas zmienił”                                            | [ 19 ] |
| Chada – WGW                                    | 2011 | gościnnie rap w utworze „Ferment”                                                     | [ 20 ] |
| Fu – De Facto                                  | 2011 | gościnnie rap w utworze „Nie zaprzeczysz mi”                                          | [ 21 ] |
| Kizo & Rewiz – C.O.N.W.                        | 2011 | gościnnie rap w utworze „Akcje warte ryzyka”                                          | [ 22 ] |
| Sokół, Marysia Starosta – Czysta brudna prawda | 2011 | remiks utworu „Kilka pytań”                                                           | [ 23 ] |
| Drużyna mistrzów (kompilacja)                  | 2012 | produkcja oraz rap w utworze „Naturalny haj”                                          | [ 24 ] |
| Śliwa – Pełen etat                             | 2012 | produkcja utworów „Mówi się o mnie” i „Bujam klubami”                                 | [ 25 ] |
| Prosto Mixtape Kebs (kompilacja)               | 2012 | rap w utworach „Życie wypisane na twarzy” i „Za dużo widzę (Prosto Remix)”            | [ 26 ] |
| Obywatel MC – Getto Deluks                     | 2013 | produkcja utworów „Ojca chrzestnego syn” i „Nie spać! zwiedzać!”                      | [ 27 ] |
| Prosto Mixtape IV (kompilacja)                 | 2015 | rap w utworze „Szczęśliwy idiota”                                                     | [ 28 ] |

## Teledyski
| Tytuł                                                                                | Rok  | Reżyseria/Realizacja | Album               | Źródło |
| ------------------------------------------------------------------------------------ | ---- | -------------------- | ------------------- | ------ |
| „Mój rap”                                                                            | 2006 | —                    | Wchodzę do gry      | [ 29 ] |
| „Miejska giełda” (gościnnie: Peja, RDW)                                              | 2008 | —                    | Wchodzę do gry      | [ 30 ] |
| „Szybkie życie”                                                                      | 2011 | ZU Road              | Chaos               | [ 31 ] |
| „Mimo wszystko”                                                                      | 2011 | Be-Emedia            | Chaos               | [ 32 ] |
| „Jedno niebo” (gościnnie: ZIP Skład)                                                 | 2011 | R5 Filmy             | Chaos               | [ 33 ] |
| „Kolejny dzień, kolejny problem”                                                     | 2012 | SM Studio            | Chaos               | [ 34 ] |
| Gościnnie                                                                            |      |                      |                     |        |
| Fu – „Nie zaprzeczysz mi” (gościnnie: Chada, Brahu)                                  | 2011 | Beemedia Studio      | De Facto            | [ 35 ] |
| DonGURALesko – „Kolor purpury” (gościnnie: Waldemar Kasta, VNM, Wdowa, Brahu, Fokus) | 2012 | —                    | Zaklinacz deszczu   | [ 36 ] |
| Inne                                                                                 |      |                      |                     |        |
| Felipe, VNM, Jędker, Pezet, Sokół, Brahu, Numer Raz, Eldo – „I żeby było normalnie”  | 2010 | 1cell                | Prosto Mixtape 600V | [ 37 ] |

## Nagrody i wyróżnienia
| Rok  | Kategoria                                                                                           | Nagroda           | Uwagi     | Źródło |
| ---- | --------------------------------------------------------------------------------------------------- | ----------------- | --------- | ------ |
| 2011 | Teledysk roku (Felipe, VNM, Jędker, Pezet, Sokół, Brahu, Numer Raz, Eldo – „I żeby było normalnie”) | Viva Comet Awards | Nominacja | [ 38 ] |